# O'Jump
 (juillet 2022).
O'Jump est un équipementier sportif français spécialiste dans le domaine des aires d’évolution, de protections et de réception pour la gymnastique, les sports de combat (notamment la lutte), l'athlétisme (saut à la perche, saut en hauteur), l'escalade, le parkour, ou encore les sports collectifs (rugby, volley-ball, handball).  
Son logo représente un kangourou. 
Détenu par le groupe Abéo et distribué exclusivement par la société GYMNOVA, O’Jump a équipé les Jeux Olympiques de 1992, 1996 et 2012 avec ses tapis de lutte homologués par la fédération internationale (UWW).
|  |

## Historique
Créé en 1977 à Roubaix par André Duriez avec cinq salariés, O’Jump est une PME qui croit rapidement et se déplace en 1991 à Neuville-en-Ferrain (dans le Nord) dans un bâtiment de 2 700 m2. O'Jump devient progressivement un spécialiste de réputation mondiale dans les tapis et le matériel d'amortissement, notamment dans la lutte. Son usine française de 4 500 m2, basée aujourd’hui à Wattrelos, est implantée dans le parc d’activités de la Martinoire, qui est le plus ancien de Wattrelos et la première zone industrielle du département du Nord (1959).
La réputation des produits commercialisés par O’Jump permet à la marque d’équiper ses premiers Jeux olympiques en 1992 à Barcelone puis deux autres en 1996 à Atlanta et en 2012 à Londres.

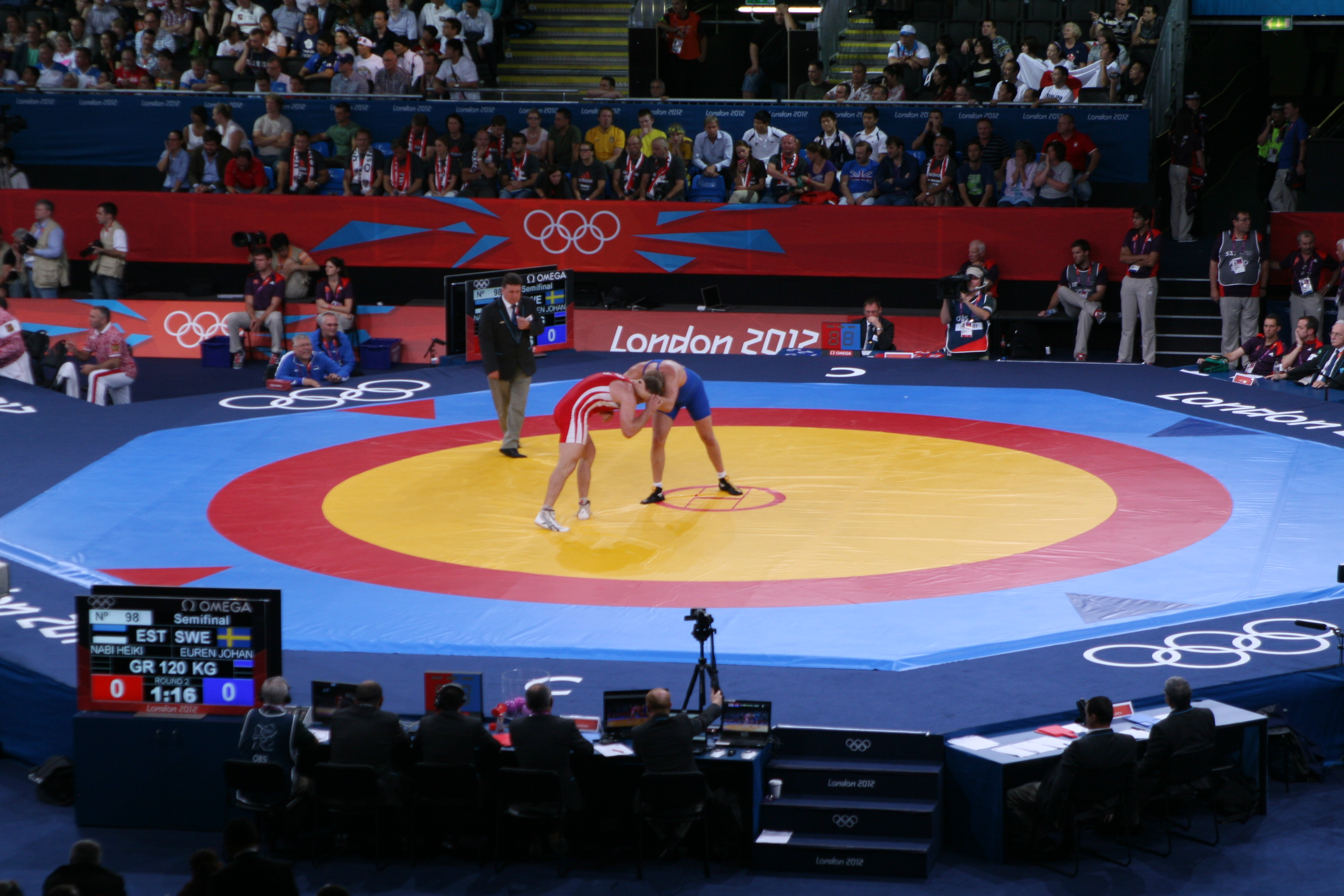
Les tapis de lutte O'Jump aux JO de Londres en 2012

O'Jump est racheté par le groupe Abéo en 2004 puis distribué exclusivement par Gymnova dans l’objectif d’atteindre une croissance soutenue notamment à l’international. Gymnova, spécialiste de la gymnastique, permet de compléter la gamme O’Jump avec la création de modules dédiés au parkour.

## Compétitions équipées
O'Jump a fourni du matériel pour de nombreuses compétitions internationales, dont :
- les Jeux olympiques de Barcelone en 1992 ;
- les Jeux olympiques d'Atlanta en 1996 ;
- les Jeux olympiques de Londres en 2012[2].

## SallesWarrior Adventure
Les protections O’Jump ont été choisies pour équiper les salles Warrior Adventure, un concept de complexe sportif de parcours d’obstacles en intérieur de type Ninja Warrior.

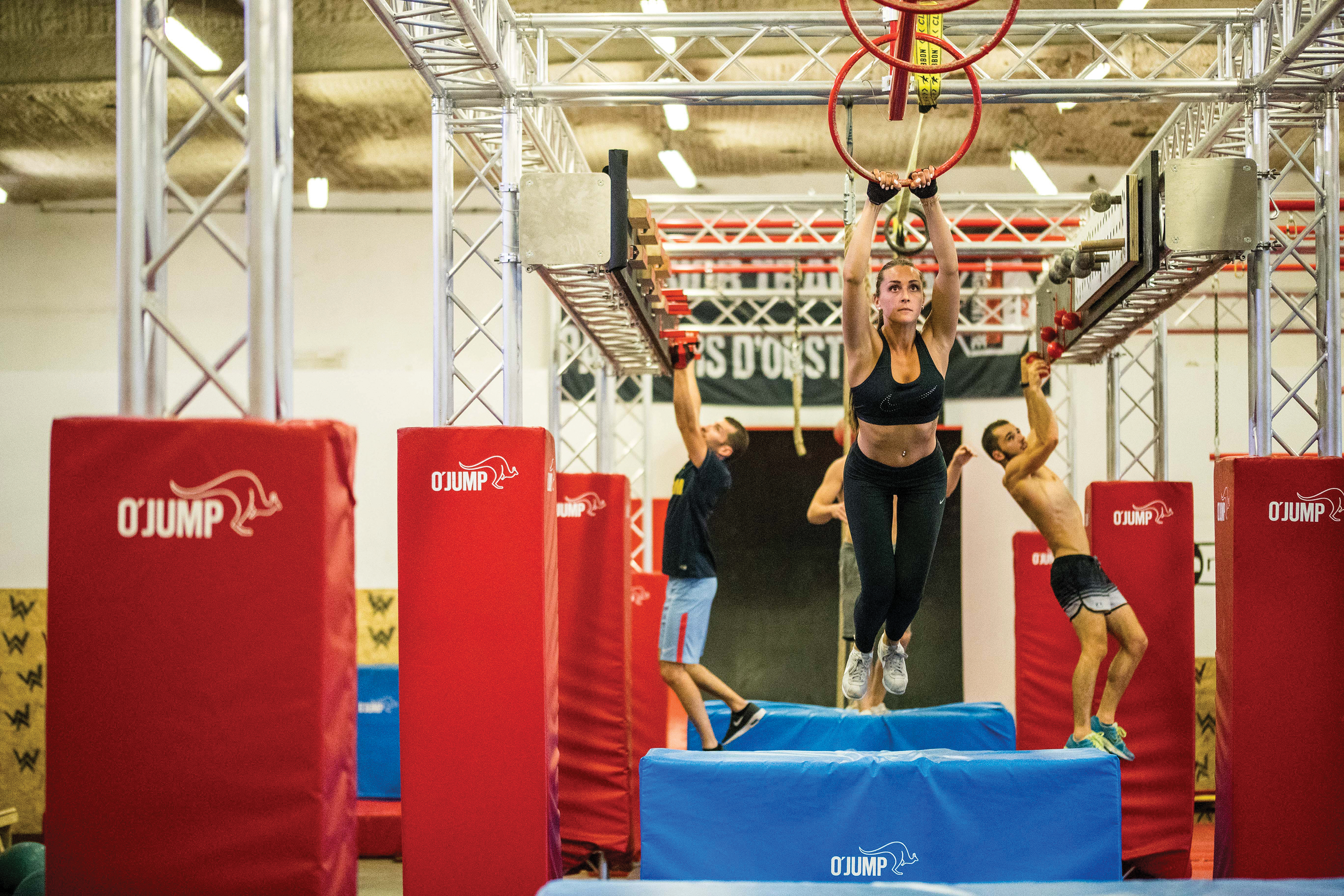
Protections O’Jump dans les salles Warrior Adventure